# Muscari kerkis
Muscari kerkis là một loài thực vật có hoa trong họ Măng tây. Loài này được Karlén mô tả khoa học đầu tiên năm 1984.